# Nanna Kristensen-Randers

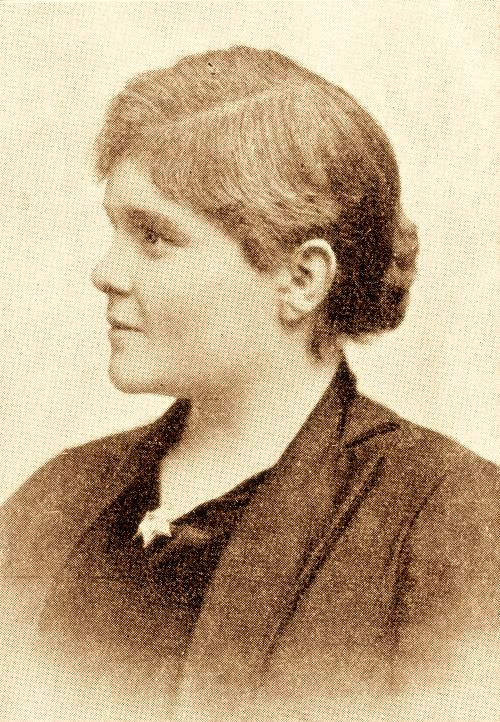
Nanna Kristensen-Randers

Nanna Kristensen-Randers (* 3. November 1864 in Bogø, Dänemark; † 15. April 1908 in Ollerup Sogn, Dänemark) war eine dänische Rechtsanwältin. Sie erhielt 1887 als erste Dänin ein Juradiplom. Ab 1894 leitete sie mit ihrem Mann J. P. Kristensen-Randers die Ollerup Højskole auf der Insel Fünen.

## Leben und Werk
Kristensen-Randers wurde als Nanna Berg als Tochter des Politikers Christen Berg (1829–1891) und der Verlegerin Maren Bertelsen (1836–1906) geboren. Ihr Vater war der Gründer der Navigationsschule von Bogø. 1876 zog sie mit ihrer Familie nach Hillerød und dann nach Kopenhagen, wo sie 1884 an der N. Zahle's Skole die allgemeine Vorbereitungsprüfung ablegte.
Als erste Frau in Dänemark begann sie ihr Jurastudium an der Universität Kopenhagen, die 1875 für Frauen geöffnet wurde. Kristensen-Randers war die erste Frau in Dänemark, die 1887 an der Universität Kopenhagen einen juristischen Abschluss erhielt. Sie arbeitete für den Rechtsanwalt Svend Høgsbro (1855–1910), der ihr die Vollmacht erteilte, ihn vor Gericht zu vertreten. Trotz seiner Bemühungen durfte sie als Frau bis 1909 jedoch nicht an den Gerichten Østre Landsret und Højesteret arbeiten. Sie beantragte die Beglaubigung ihrer Vollmacht durch den Vorsitzenden des Landgerichts, der Antrag wurde jedoch abgelehnt. Anschließend erhoben sie und Høgsbro ein Verfahren zur grundsätzlichen Gleichstellung von Männern und Frauen, welches ebenfalls abgelehnt wurde. Høgsbro legte gegen die beiden Urteile Berufung beim Obersten Gerichtshof ein, erlitt jedoch eine weitere Niederlage. Das Urteil des Obersten Gerichtshofs stellte fest, dass nicht davon ausgegangen werden könne, dass das Gesetz über den Zugang zu Anwaltskanzleien von 1868 von den ansonsten vorherrschenden Grundsätzen in der Gesetzgebung zum Ausschluss von Frauen im Allgemeinen von der Ausübung öffentlicher Ämter und Orden abweiche.
Kristensen-Randers arbeitete zeitweise als Sekretärin ihres Vaters. Sie wurde aktives Mitglied der dänischen Frauengesellschaft Dansk Kvindesamfund und hielt Vorlesungen an verschiedenen Højskoler, einschließlich der in Ollerup. Dort lernte sie J. P. Kristensen-Randers kennen, den sie 1890 heiratete und mit dem sie drei Kinder bekam. Im Zusammenhang mit der Weltausstellung in Chicago 1893, die über eine Frauenabteilung verfügte, in der auch Dänemark vertreten war, verfasste sie eine Stellungnahme zur rechtlichen Stellung der dänischen Frauen.
Zusammen mit ihrem Mann erwarb sie 1894 die Højskole in Ollerup, welches Anton Nielsen 1868 mit Unterstützung des Autors Mads Hansen in Vester Skerninge gegründet und 1882 nach Ollerup verlegt hatte. Das Ehepaar leitete die Ollerup Højskole und baute die Schule weiter aus. Kristensen-Randers war mehrere Jahre Vorstandsmitglied im Verband der Højskoler und Landwirtschaftsschulen.
Mitte der 1890er Jahre begann sie an Asthma zu leiden und starb 1908 in Ollerup, wo sie auf dem Friedhof Ollerup beigesetzt wurde.